# Мария Тереса Торо Флор
Мария Тереса Торо Флор (родена на 2 май 1992 г. във Вилена) е професионална испанска тенисистка.
Торо Флор е спечелила общо 12 титли от веригата на ITF. Постигала е серия от 36 последователни победи на клей – рекорд за испанските тенисистки.
Торо Флор започва с победа участието си в отбора на Испания за Фед Къп през февруари 2013 г., след като надиграва представителката на Украйна Юлия Бейгелзимер в мач от Световна група II на Фед Къп 2013.
През 2014 г. Торо Флор печели първия си WTA турнир — Гран при на принцеса Лала Мерием 2014, където във финала побеждава Ромина Опранди с 6–3, 3–6, 6–3.

## Лични данни
Неин треньор е Сезар Фабрегас. Баща ѝ се казва Франсиско Торо и е инженер, а нейната майка – Марита Тереса Флор, е учителка. Има само една сестра – Ана, която е медицинска сестра; има и куче на име Грета. Започва да играе тенис на 4-годишна възраст. Любимият ѝ удар е форхендът, а любимата ѝ настилка е клей. Нейният любим тенисист е сънародникът ѝ Хуан Карлос Фереро. Любимият ѝ изпълнител е Риана; любим актьор - Леонардо ди Каприо. Обича да слуша музика, да чете, да гледа телевизия и е фенка на футбола.

## Кариера
През 2006 г. играе първия си турнир, след като участва в състезание от веригата на ITF в Севиля.
През 2007 г. продължава с участията си в турнири от ITF.
През 2008 г. печели първата си ITF титла.
През 2009 г. участва в турнира Андалусия Тенис Икспириънс 2009, който се провежда в Марбеля, Испания. Тя влиза в основната схема чрез уайлд кард (WC), но отпада още в първи кръг след загуба от Аранча Рус. Същата година печели и втората си ITF титла в Анталия, Турция.

### 2010
През 2010 г. Торо Флор печели третата си ITF титла в Мадрид. След това отпада два пъти в квалификациите на турнири от WTA - в Андалусия Тенис Икспириънс 2010 и Интернационали Феминили ди Палермо 2010. На турнира Ролан Гарос 2010 за девойки, Торо Флор стига до мача за титлата на двойки заедно с Лара Аруабарена, но двете претърпяват загуба от Тимеа Бабош и Слоун Стивънс във финала.
| Изход      | Година | Турнир      | Настилка | Партньор        | Опоненти                  | Резултат |
| ---------- | ------ | ----------- | -------- | --------------- | ------------------------- | -------- |
| Финалистки | 2010   | Ролан Гарос | Клей     | Лара Аруабарена | Тимеа Бабош Слоун Стивънс | 2–6, 3–6 |

През октомври тя печели първата си ITF титла на двойки заедно със сънародничката си Лара Аруабарена.

### 2011
През февруари 2011 г. Торо Флор участва в Копа Колсанитас 2011 и Абиерто Мехикано Телсел 2011, но отпада още в квалификациите и на двата турнира. През април преминава квалификациите на турнира Андалусия Тенис Експириънс 2011 и влиза в основната схема, но още в първи кръг е отстранена от Цветана Пиронкова. Печели още една титла от веригата на ITF, този път в Чивитавекия.

### 2012
Торо Флор започва сезона с турнир с награден фонд $25 000, провеждащ се във Франция, където губи в първи кръг на квалификациите от Гарбине Мугуруса. Тя остава във Франция, за да участва в друг турнир с награден фонд $25 000, в който трябва да играе в квалификациите. Тя ги преминава и стига до втори кръг на основната схема, но е спряна от петата поставена Сандра Захлавова.
През месец април отново участва в турнира в Чивитавекия и успява да защити титлата си от 2011 г.
През юни започва серията ѝ от 36 поредни победи на клей. Тя печели ITF титлите в Злин, Крайова, Рим, Букурещ, Оломоуц и Сан-Кугат – всичките на червена настилка. Победната ѝ серия продължава до 2013 г.
Участва и на няколко турнира от WTA – отпада четири пъти в първи кръг и три пъти в квалификациите. На 22 октомври прави своя дебют в първите 100 на света, изкачвайки се до No.95 в ранглистата за жени.

### 2013
В началото на годината Торо Флор участва в Бризбейн Интернешънъл 2013, където губи в първи кръг в квалификациите. След това играе на турнирите Муриля Хобарт Интернешънъл 2013 и Аустрелиън Оупън 2013, но и в двата е победена в първи кръг от Бояна Йовановски. Следващото ѝ участие е в Оупън Же Де Еф Сюез 2013 - там тя напуска тунира още в първи кръг на квалификациите, надиграна от Кики Бертенс.
През февруари на турнира от сериите 125 в Кали, Колумбия, аржентинката Паула Ормаечеа слага край на серията от 36 поредни победи на клей на Торо Флор. На следващия си турнир Копа Колсанитас 2013 испанката стига до четвъртфиналите, където отново е победена от Ормаечеа. Следващото ѝ участие е в Абиерто Мехикано Телсел 2013, където се отказва в мача си от втори кръг.
През март играе в турнирите от категория Задължителни висши Бе Ен Пе Париба Оупън 2013 и Сони Оупън Тенис 2013, но и в двата отпада в квалификациите.
През април Торо Флор участва в Бе Ен Пе Париба Катовице Оупън 2013, но още в първи кръг е надиграна от Каролина Плишкова в три сета. На турнира Гран при на Нейно Кралско Височество принцеса Лала Мерием 2013 тя побеждава Аранча Рус в първия си мач, но е надиграна още в следващия от Шанел Схеперс. На турнира Ещорил Оупън 2013 Торо Флор отстъпва на Моника Пуиг в квалификациите.
През май тя участва в третия турнир от категория Задължителни висши за годината – Мутуа Мадрид Оупън 2013. Там тя преминава квалификациите и стига до втори кръг на основната схема, но е спряна от поставената под No.14 Марион Бартоли в три сета, 4–6, 6–2, 4–6. В Интернационали БНЛ д'Италия 2013 Торо Флор отпада в квалификациите. В първи кръг на турнира Интернасионо дьо Страсбург 2013 тя записва победа над осмата поставена в схемата Даниела Хантухова, но губи във втория си мач от Флавия Пенета. На Ролан Гарос 2013 Торо Флор стига до втори кръг след успех срещу квалификантката от Израел Юлия Глушко. След това се изправя срещу поставената под номер 32 Сабине Лисицки, от която губи с 4–6, 0–6.
През юни участва в първото издание на турнира Нюрнбергер Ферзихерунгскъп 2013 - там тя преодолява първи кръг, но във втори отстъпва на Луцие Шафаржова с 4–6, 2–6. На Уимбълдън 2013 тя побеждава Ирина-Камелия Бегу в първи кръг с 6–3, 6–4, но в следващия си мач взима само гейм на 18-ата поставена Доминика Цибулкова, 0–6, 1–6.
През месец юли Торо Флор играе на турнира Гран при на Будапеща 2013, но е победена от Тимеа Бабош във втори кръг в три сета, 6–1, 4–6, 6–7(4–7). След това участва в Гащайн Лейдис 2013, но Аранча Рус слага край на участието ѝ още в първи кръг.
През месец август Торо Флор отпада в квалификациите на Уестърн енд Съдърн Оупън 2013 и Ню Хейвън Оупън 2013. На US Open 2013 е отстранена във втори кръг от Агнешка Радванска с 0–6, 5–7.
През септември испанката стига до полуфиналите на Ташкент Оупън 2013, където отстъпва на евентуалната шампионка Бояна Йовановски. След това Торо Флор преминава квалификациите на Торай Пан Пасифик Оупън 2013 и побеждава Клара Закопалова в първи кръг, но във втори взима само гейм на Анжелик Кербер, 0–6, 1–6.

## Финали на турнири отWTA Тур

### Сингъл: 1 (1–0)
| Легенда                            |
| ---------------------------------- |
| Турнири от Големия шлем (0–0)      |
| Шампионат на WTA Тур (0–0)         |
| Задължителни Висши & Висши 5 (0–0) |
| Висши (0–0)                        |
| Международни (1–0)                 |

| Финали по настилка |
| ------------------ |
| Твърда (0–0)       |
| Трева (0–0)        |
| Клей (1–0)         |
| Мокет (0–0)        |

| Изход     | No. | Дата          | Турнир                            | Настилка | Опонент        | Резултат      |
| --------- | --- | ------------- | --------------------------------- | -------- | -------------- | ------------- |
| Шампионка | 1.  | 27 април 2014 | Маракеш Гран при, Маракеш, Мароко | Клей     | Ромина Опранди | 6–3, 3–6, 6–3 |

### Двойки: 3 (2–1)
| Легенда                            |
| ---------------------------------- |
| Турнири от Големия шлем (0–0)      |
| Шампионат на WTA Тур (0–0)         |
| Задължителни Висши & Висши 5 (0–0) |
| Висши (0–0)                        |
| Международни (2–1)                 |

| Финали по настилка |
| ------------------ |
| Твърда (1–0)       |
| Трева (0–0)        |
| Клей (1–1)         |
| Килим (0–0)        |

| Изход      | No. | Дата           | Турнир                                 | Настилка | Партньор         | Опоненти                            | Резултат         |
| ---------- | --- | -------------- | -------------------------------------- | -------- | ---------------- | ----------------------------------- | ---------------- |
| Шампионки  | 1.  | 12 януари 2013 | Хобарт Интернешънъл, Хобарт, Австралия | Твърда   | Гарбине Мугуруса | Тимеа Бабош Манди Минела            | 6–3, 7–6(7–5)    |
| Финалистки | 1.  | 13 юли 2014    | Гащайн Лейдис, Бад Гащайн, Австрия     | Клей     | Андрея Клепач    | Каролина Плишкова Кристина Плишкова | 6–4, 3–6, [6–10] |
| Шампионки  | 2.  | 20 юли 2014    | Бостад Оупън, Бостад, Швеция           | Клей     | Андрея Клепач    | Джослин Рае Анна Смит               | 6–1, 6–1         |